# Adeodato Turchi
Adeodato Turchi (Parma, 5 agosto 1724 – Parma, 2 settembre 1803) è stato un vescovo cattolico italiano.

## Biografia
Nacque con il nome di Domenico Carlo Maria da Giuseppe, un sarto, e da Lucia Pelati, che abitavano nella parrocchia di Ognissanti. Dopo aver frequentato le scuole dei gesuiti, dove studiò filosofia (ebbe come insegnante Jacopo Belgrado) e retorica, all'età di 17 anni entrò nei Cappuccini a Carpi, assumendo il nome di Adeodato.
Ordinato sacerdote, nel 1754 insegnò teologia a Modena, città dove rivelò per la prima volta le sue doti di grande oratore. Fu poi inviato a predicare a Piacenza e a Parma, dove fu nominato per due volte guardiano dell'Ordine dei Cappuccini. Nel 1755 tenne il suo primo quaresimale nella chiesa maggiore di Borgotaro. A Parma fondò una libreria, arricchendola di volumi acquistati attraverso elemosine e donazioni. Predicò anche ad Arezzo, Pisa, Firenze, Genova (1766), Roma e Napoli (1767). Nel 1764 pronunciò un celebrato discorso sul segreto politico davanti al Senato della Repubblica di Lucca.
Nel 1768 fu eletto ministro provinciale dell'Ordine e chiamato quale predicatore ordinario alla corte del Ducato di Parma. Il duca Ferdinando I lo nominò nel 1778 predicatore perpetuo di corte e precettore del principe ereditario Ludovico.
Il 13 maggio 1788 papa Pio VI, su designazione del duca Ferdinando, lo elesse vescovo di Parma. In agosto andò a Roma per sostenere gli esami episcopali, superandoli brillantemente con i complimenti dello stesso Pio VI. Fu preconizzato vescovo il 15 settembre in concistoro. Tornato a Parma, il 5 novembre fece l'ingresso solenne nella Cattedrale, alla presenza dei regnanti e di un gran numero di fedeli.
Amministrò la diocesi parmense per circa 15 anni. Restaurò il Palazzo Vescovile e il Seminario e introdusse diverse riforme, mantenendo sempre rapporti amichevoli con il primo ministro ducale. Diede alle stampe nel 1793 un manifesto dal titolo Esortazione al popolo sulle sventure del clero in terra francese, che portava in testa il suo stemma vescovile.
Nei primi anni dell'Ottocento, durante il governo dei francesi, mantenne un atteggiamento riservato e prudente, ottenendo da Francesco Melzi d'Eril, vicepresidente dell'effimera Repubblica Italiana (1802-1805) istituita da Napoleone, la giurisdizione su una parte di territorio reggiano. È tuttavia sua l’Epigrafe all'Italia. Patientia laesa fit furor, edita a Roma, nel 1796, opera pubblicata anonima.
Dopo la sua morte fu sepolto nella Cattedrale di Parma a lato dell'altare dell'Assunta. L'orazione funebre fu pronunciata dal canonico Giovanni Scutellari. Il conte Antonio Cerati compose per l'occasione una serie di versi. Ne dipinsero il ritratto il portoghese Francisco Vieira e i parmigiani Biagio Martini e Gaetano Callani.
Adeodato Turchi fu anche un apprezzato e prolifico scrittore. Già nel 1796 i Fratelli Amoretti stamparono le sue Orazioni funebri e Discorso sul segreto politico. Le sue Opere complete, in 20 volumi, furono pubblicate a Venezia nel 1834. Le Opere inedite furono pubblicate ad Ancona, in cinque volumi, nel 1843. Alcuni suoi scritti han fatto ipotizzare che fosse un simpatizzante, a ogni modo moderato e ortodosso, del giansenismo.
A Parma gli è intitolata via Adeodato Turchi, una strada dell'Oltretorrente che collega borgo San Giuseppe con borgo San Domenico.

## Genealogia episcopale
La genealogia episcopale è:
- Cardinale Scipione Rebiba
- Cardinale Giulio Antonio Santori
- Cardinale Girolamo Bernerio, O.P.
- Arcivescovo Galeazzo Sanvitale
- Cardinale Ludovico Ludovisi
- Cardinale Luigi Caetani
- Cardinale Ulderico Carpegna
- Cardinale Paluzzo Paluzzi Altieri degli Albertoni
- Papa Benedetto XIII
- Papa Benedetto XIV
- Papa Clemente XIII
- Cardinale Enrico Benedetto Stuart
- Cardinale Andrea Corsini
- Vescovo Adeodato Turchi, O.F.M.Cap.